# Flughafen Faleolo

i8
i11
i13
Der internationale Flughafen Faleolo (englisch Faleolo International Airport, IATA-Code: APW, ICAO-Code: NSFA) ist der internationale Flughafen von Samoa. Er liegt ca. 35 km westlich des Stadtzentrums der samoanischen Hauptstadt Apia im Westen der Hauptinsel Upolu.
Mit Stand Februar 2020 werden unter anderem folgende Ziele bedient:
| Ziel      | Staat              | Airline(s)                      |
| --------- | ------------------ | ------------------------------- |
| Pago Pago | Amerikanisch-Samoa | Samoa Airways                   |
| Sydney    | Australien         | Samoa Airways Virgin Australia  |
| Brisbane  | Australien         | Samoa Airways, Virgin Australia |
| Nadi      | Fidschi            | Fiji Airways                    |
| Auckland  | Neuseeland         | Samoa Airways, Air New Zealand  |
| Honolulu  | Vereinigte Staaten | Fiji Airways                    |

## Zwischenfälle
- Am 11. Mai 1966 stürzte eine Douglas DC-3/R4D-5 der samoanischen Polynesian Airlines (Luftfahrzeugkennzeichen 5W-FAB) zwischen den Inseln Upolu und Savaiʻi ins Meer, nachdem eine abgerissene Einstiegstür das Leitwerk getroffen hatte und das Flugzeug außer Kontrolle geriet. Die drei Besatzungsmitglieder, die einen Trainingsflug vom Flughafen Apia-Faleolo aus absolvieren sollten, kamen ums Leben.[1]

- Am 13. Januar 1970 geriet eine Douglas DC-3/C-47-B-45-DK der samoanischen Polynesian Airlines (5W-FAC) kurz nach dem Start vom Flughafen Apia-Faleolo in eine Windscherung. Die Maschine stürzte infolge eines Strömungsabrisses ab und schlug im Meer auf. Alle 32 Insassen, drei Besatzungsmitglieder und 29 Passagiere, kamen ums Leben.[2]